# Action Démocratique et Sociale
De Action Démocratique et Sociale ADS, Nederlands: Democratische en Sociale Actie, was een parlementaire groepering in de Frankrijk. De fractie heeft twee keer bestaan: eerst tussen 1928 in 1932 in de Kamer van Afgevaardigden, in de Chambre des Députés, in de tijd van de Derde Franse Republiek en na de Tweede Wereldoorlog tussen 1949 en 1951 in de Assemblée nationale, in de tijd van de Vierde Franse Republiek. De fractieleden waren conservatief.
De Action Démocratique et Sociale werd in 1928 gesticht door 31 afgevaardigden behorende tot de rechtervleugel van de Alliance Démocratique, aangevuld met enkele afgevaardigden van de linkervleugel van de conservatieve Fédération Républicaine. De leden, die van de Fédération Républicaine kwamen waren over de koers van een aantal van haar leden ontevreden, die steeds rechtser werd. De ADS-afgevaardigden waren meestal redelijk goed bedeeld, kwamen uit de haute bourgeoisie, en konden op de steun rekenen van de leidinggevenden in de industrie, van het grote kapitaal. De ADS verdween na de parlementsverkiezingen van 1932 uit de Kamer van Afgevaardigden. De leden van de Alliance Démocratique en de Fédération Républicaine sloten zich na de verkiezingen van 1932 zich bij andere conservatieve fracties aan. Paul Reynaud en André François-Poncet waren deze hele periode lid van de ADS.
De ADS werd in 1949 opnieuw in het leven geroepen, nu als parlementaire groepering voor de Union Démocratique et Socialiste de la Résistance en de gaullistische Rassemblement du Peuple Français in de Assemblée nationale.